# Яковлевка (Грачёвский район)
Яковлевка — село в Грачёвском районе Оренбургской области в составе Александровского сельсовета.

## География
Находится на расстоянии примерно 32 километра по прямой на северо-восток от районного центра села Грачёвка.

## История
Упоминается с 1853 года. В 1859 году было 56 дворов и 575 человек, в 1900 — 110 дворов и 830 жителей. В советское время работали колхозы «2-я пятилетка» и совхоз «Волна Революции».

## Население
Население составляло 131 человек (89 % русские) по переписи 2002 года, 72 по переписи 2010 года.